# ممارسة الضغط

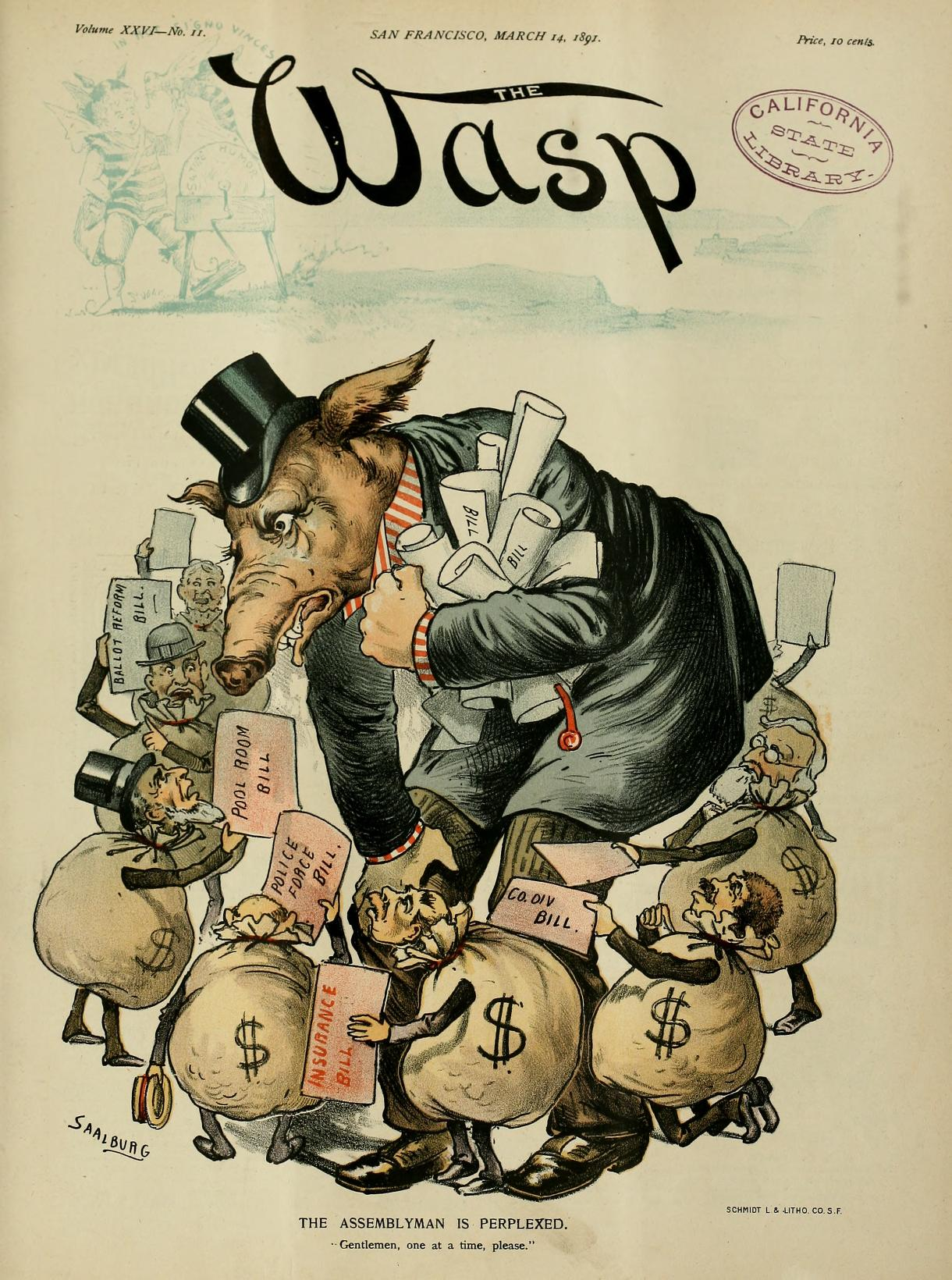
رسم كاريكاتوري عام 1891 حول الضغط على عضو جمعية أمريكية

ممارسة الضغط (بالإنجليزية: lobbying)‏ مصطلح يستخدم لوصف الجماعات أو المنظمات التي يحاول أعضاؤها التأثير على صناعة
القرار في هيئة أو جهة معينة، وفي الولايات المتحدة يوجد أكثر من لوبي ومن أشهرهم اللوبي الصهيوني الذي يمارس الضغوط على مجلس الشيوخ والنواب الأمريكيَّين لتأييد إسرائيل. فضلًا عن اللوبي الأرمني.
جهات ممارسة الضغط تنشط للحصول على مآرب وأهداف تخدم مصالحها السياسية بالدرجة الأولى ومصالح أخرى تتفرع من السياسة قد تكون اقتصادية أو اجتماعية أو قانونية.
هذه المجموعات منظمة ولها أهداف ومصالح بعيدة المدى هدفها الوصول إليها عن طريق ممارسة ضغط كبير منظَّم وممنهج قصير المدى على صُنَّاع القرار، قد تكون هذه المجموعات من أصحاب الأموال تستخدم أموالها للتأثير على السياسة العامة ضمن ما يخدم مصالحها أو من أجل تأسيس قوى ومجموعات أخرى ذات قدرة على الحثِّ والتأثير.
دور الصحافة والإعلام مهمٌّ جداً في عملية الضغط السياسي أو الحثِّ من أجل تشكيل أكبر ضغط ممكن من قبل المواطنيين العاديِّين وقت الانتخابات أو لتجنيد الرأي العام في غير أوقات الانتخابات. تظهر جهات ممارسة الضغط على شكل جماعات غير رسمية ولكن تتفق أهدافها ومصالحها لتحقيق ضغط على صُنَّاع القرار أو الرأي العام.

## أصل المفردة
يأتي المصطلح من كلمة (بالإنجليزية: Lobby)‏ وهي كلمة إنجليزية تعني الرواق أو الردهة الأمامية في فندق، وبدأ استخدام مفردة لوبي للإشارة إلى جماعات ممارسة الضغط.

## الضغط حسب البلد

### الإمارات العربية المتحدة
```
تُعرف الإمارات العربية المتحدة بأنها من بين أكثر الدول إنفاقًا على اللوبي في جميع أنحاء العالم.,
[
4
]
[
5
]
 لطالما استثمرت الدولة في بناء سرد إيجابي عن نفسها في أوروبا. ونتيجة لذلك ، نشرت الأمة العربية الاستشارات ومراكز الفكر للضغط على مؤسسات الاتحاد الأوروبي ، وتعزيز الصورة الإيجابية لدولة الإمارات العربية المتحدة ، ومتابعة مصالحها الدبلوماسية ومصالح السياسة الخارجية. ومع ذلك ، فإن قنوات التأثير الأوروبية للضغط تفتقر إلى الشفافية. على الرغم من ظهور وكالات الضغط في سجل الشفافية في الاتحاد الأوروبي ، إلا أنها تشارك الحد الأدنى من المعلومات حول العمل الذي تؤديه لعملائها.
[
4
]
 في فبراير 2022 ، أصدرت Droit au Droit (DAD) أيضًا تقريرًا موسعًا بعنوان "التأثير غير المبرر" ، يشرح بالتفصيل حملة التأثير الأجنبي لدولة الإمارات العربية المتحدة التي تتدخل في العمليات الديمقراطية للاتحاد الأوروبي. نفذت الإمارات حملات مستهدفة عبر مؤسسات الاتحاد الأوروبي ، بما في ذلك البرلمان الأوروبي ، باستخدام مجموعة الصداقة البرلمانية بين الاتحاد الأوروبي والإمارات العربية المتحدة وسفارة الإمارات في بروكسل.
[
6
]
```

تم الضغط على الحلفاء الأوروبيين من قبل الإمارات العربية المتحدة والمملكة العربية السعودية لاستعادة العلاقات الدبلوماسية مع الحكومة السورية. وضغط البلدان العربيان على الاتحاد الأوروبي لعدة أشهر، ودفعوهما إلى تخفيف العقوبات على سوريا من أجل إنعاش اقتصادها المنهار. جادلت الإمارات ودولتها المجاورة بأنه بدون تخفيف العقوبات، ستكون الجهود الدبلوماسية لإنهاء الحرب السورية غير فعالة. ومع ذلك، رفضت دول الاتحاد الأوروبي، بما في ذلك فرنسا وألمانيا، فكرة إعادة العلاقات مع سوريا، قائلة إن ذلك من شأنه إضفاء الشرعية على النظام المتهم بقتل شعبه.
دفعت شركة Alasriya Media Consultancy22- ومقرها الإمارات العربية المتحدة، 10 آلاف دولار لمحلل وكالة المخابرات المركزية السابق لاري جونسون لتشغيل بودكاسته Counter Currents. يناقش البودكاست السياسة العالمية، بما في ذلك السرد المؤيد لروسيا لحرب أوكرانيا والسياسة الخارجية الأمريكية في الشرق الأوسط. تم توقيع العقد في مايو 2024، ولكن لم يتم الكشف عنه في ملف FARA حتى نوفمبر. تمثل الشركة الإماراتية الصحافية اللبنانية الشهيرة غنى أميوني، التي لم يكن سبب تمويلها للبودكاست واضحًا.